# Phlegra stephaniae
Phlegra stephaniae là một loài nhện trong họ Salticidae.
Loài này thuộc chi Phlegra. Phlegra stephaniae được Jerzy Prószyński miêu tả năm 1998.